# Wolf-Christian Dullo
Wolf-Christian Dullo (* 24. April 1954 in Nürnberg) ist Meeresgeologe am Helmholtz-Zentrum für Ozeanforschung Kiel (GEOMAR) und Professor (C4) für Paläo-Ozeanographie.
Wolf-Christian Dullo studierte an der Friedrich-Alexander-Universität Erlangen-Nürnberg die Fächer Geologie, Mineralogie und Paläontologie. Nach Lehrtätigkeiten in Erlangen und Heidelberg folgte der Ruf auf die Professur für Paläo-Ozeanographie am Forschungszentrum für marine Geowissenschaften der Christian Albrechts Universität zu Kiel.
Von 1999 bis zur Vereinigung mit dem Institut für Meereskunde zum Leibniz-Institut für Meereswissenschaften seit 2012 Helmholtz-Zentrum für Ozeanforschung Kiel (GEOMAR) im Jahre 2004 leitete er das Forschungszentrum als Direktor.
Er hat auf dem Gebiet der Sklerochronologie von Steinkorallen geforscht und insbesondere über die kurzskaligen Wechselwirkungen von Ozean und Atmosphäre im Abbild geochemischer Proxys im Skelett der Korallen gearbeitet. Seine Forschungen konzentrieren sich generell auf Riffbildungen, sowohl der tropischen Regionen als auch zusehends der Kaltwasserregionen der höheren Breiten.

## Auszeichnungen und Mitgliedschaften
- Im Jahre 2002 wurde ihm der Gottfried-Wilhelm-Leibniz-Preis verliehen.
- 2004 Wahl zum Mitglied der Deutschen Akademie der Naturforscher Leopoldina[1]
- 2015 Norddeutscher Wissenschaftspreis zusammen mit  Hebbeln (MARUM) und André Freiwald (Senckenberg am Meer)